# Carlo Longhi
Carlo Longhi (né le 10 mars 1944 à Rome) est un ancien arbitre italien de football, qui officia de 1977 à 1991. 

## Biographie
Carlo Longhi remporte le Premio Giovanni Mauro lors de la saison 1986-1987. 
En tant qu'international de 1985 à 1991, il est arbitre assistant lors de l'Euro 1988 et de la Coupe du monde de football de 1990. 
Il est commentateur pour l'émission italienne de football 90º minuto (it).

## Carrière
Carlo Longhi a officié dans des compétitions majeures : 
- Coupe d'Italie de football 1982-1983 (finale retour)
- Coupe d'Italie de football 1986-1987 (finale retour)
- Coupe du monde de football des moins de 20 ans 1987 (1 match)
- Supercoupe d'Italie de football 1989
- Supercoupe d'Italie de football 1990